# Helena Campbell
Helena Campbell est le personnage principal du Rayon vert de Jules Verne.

## Le personnage
Helena Campbell est une jeune écossaise de 18 ans, orpheline très jeune, ayant été élevée par les frères Melvill, ses oncles.
Par son père, elle descend de la branche des Campbell, très éloignée cependant du célèbre Colin Campbell dont l'origine remontait aux croisades. Malgré tout, elle sent dans ses veines un peu du sang de l'illustre famille. C'est une jeune femme aux yeux bleus et aux cheveux blonds, « une de ces nobles filles de Thulé », à la taille élégante et à la démarche un peu fière, une physionomie souvent rêveuse, mais où perçait parfois une pointe d'ironie. En somme, une véritable écossaise, jusque dans la manière de s'habiller. Gracieuse mais ferme, elle fait ce qu'elle veut de ses deux oncles qui lui passent tous ces caprices. Une certaine dualité coexiste dans son esprit: parfois sérieuse et retenue, elle peut devenir fantasque et son côté romantique la porte à croire à toutes les légendes celtiques. Les deux frères ont cependant décidé de la marier à une de leurs connaissances, un certain Aristobulus Ursiclos, un jeune savant doublé d'un pédant de première classe. Peu attirée par le rationalisme de ce personnage, elle retarde sans arrêt sa décision.
À Helensburgh, charmant village où les frères Melvill possèdent une demeure, elle aime à séjourner souvent dans la tour de la propriété où elle s'est aménagée un refuge à l'abri du monde environnant. Sinon, ses promenades ou ses sorties à cheval dans la campagne environnante nourrissent son penchant pour la nature.
Ce matin-là, les deux oncles sont prêts à remettre sur le tapis la question du mariage, mais Helena les interrompt en leur déclarant qu'elle ne se mariera pas avant d'avoir vu le Rayon vert. En effet, un article du Morning Post de ce jour lui a ouvert une nouvelle voie pour ses rêveries. Il est précisé dans le journal que quiconque a aperçu ce fameux rayon peut désormais voir clair dans son cœur et ne jamais se tromper sur ses sentiments. Aux ordres de leur nièce, les frères Melvill plient bagage et la suivent en quête du phénomène. Dans la dangereuse passe du gouffre de Corryvrekan, elle permet le sauvetage d'un jeune homme en péril, Olivier Sinclair. La poursuite du rayon vert s'éternise, car ce dernier a une fâcheuse habitude à se dérober au moment suprême, il faut le dire souvent par la faute d'Aristobulus Ursiclos dont les maladresses commencent à irriter sérieusement Miss Campbell, alors qu'un certain sentiment s'installe dans son cœur à l'endroit de Sinclair, peintre de son état, et, comme elle, admirateur des beautés de la nature. À la suite d'une visite à la grotte de Fingal, Helena Campbell s'aventure à nouveau seule à l'intérieur au moment où une terrible tempête se déchaîne. Sinclair se portera à son secours et passera une nuit, blotti contre elle, dans une anfractuosité, avant que l'accalmie ne survienne. Finalement, au moment où le Rayon vert apparaît aux yeux des protagonistes, la jeune femme ne le voit pas, tout entière absorbée par le rayon noir du regard d'Olivier Sinclair.

## Citations
- « De Maistre a dit : Il y a, en nous, deux êtres : moi et l'autre. Le moi de Miss Campbell, c'était l'être sérieux, réfléchi, envisageant la vie plus au point de vue de ses devoirs que de ses droits. L’autre, c'était l'être romanesque, un peu enclin aux superstitions, aimant les récits merveilleux qui éclosent si naturellement dans le pays de Fingal : quelque peu parent des Lindamires, ces adorables héroïnes des romans de chevalerie, il courait les glens environnants pour entendre la cornemuse de Strathdearne, ainsi que les Highlanders appellent le vent qui souffle à travers les allées solitaires »[3].